# チェコ工科大学
チェコ工科大学（チェコこうかだいがく、英語: Czech Technical University in Prague (CTU)、チェコ語: České vysoké učení technické v Praze (ČVUT)）は、チェコ・プラハにある工科大学であり、8つの学部を有する同国最大の大学の一つである。中央ヨーロッパで最も古い工科大学の一つであり、軍隊が保有する物を除いてヨーロッパで最も古い工科大学でもある。
ドップラー効果で知られるクリスティアン・ドップラーや、ノーベル化学賞受賞者のウラジーミル・プレローグなど多数の著名人を輩出し、チェコ共和国内外で高い評価を得ている。
2020/21年度では、130の学位課程をチェコ語で、84の学位課程を英語で提供している。同年、ヨーロッパ新興国・中央アジアの大学の中でトップ10にランクインした。

## 歴史

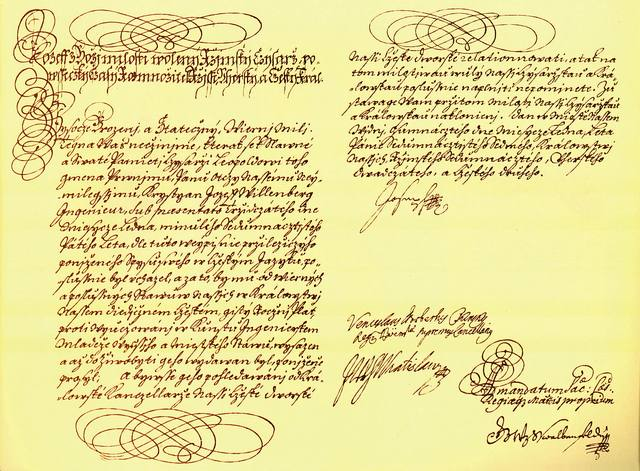
ヨーゼフ1世による創立宣言書（1707年1月18日）

クリスチャン・ヨーゼフ・ウィレンベルクが神聖ローマ皇帝レオポルト1世に送った嘆願書に基づき、次代の皇帝ヨーゼフ1世が1707年に設置したのが始まりである。当初は高等教育機関ではなく中等教育機関としての工学教育研究所だった。1806年に大学に改組され、プラハ工科大学（プラハ・ポリテクニーク）に改称された。オーストリア＝ハンガリー帝国の崩壊後の1920年、現在のチェコ工科大学に改称された。

## プロファイル

### ランキング
チェコ工科大学は、チェコで最高の技術系大学である。2010年、THES-QS世界大学ランキングにおいて、技術科学のカテゴリーで121位、自然科学のカテゴリーで246位にランクインした。2018年、QS世界大学ランキングの工学・技術部門で220位にランクインした。

### 入学
学生は学部ごとに募集し、学部ごとに入学条件が異なる。留学生の割合は、2000年の2.5%から2017年には16.4%まで伸びている。

### 卒業率
授業ペースの速さと難易度の高さから、高い割合の学生が1年目を修了できない。1年目の不合格率は、23%（土木工学部）から47%（情報工学部）となっている。全体では、入学者の48%しか卒業できていない。

## 国際連携
チェコ工科大学は、国外の484の大学と国際協定を結んでいる。その中には、シンガポール国立大学、南洋理工大学、パデュー大学、韓国科学技術院(KAIST)、香港科技大学、ミュンヘン工科大学、デルフト工科大学、ルーヴェン・カトリック大学など、QS世界大学ランキングで100位以内にランクインしている大学も多く含まれている。
チェコ工科大学は、ヨーロッパの大学間提携プログラムであるエラスムス計画やレオナルド・ダ・ヴィンチ計画にも参加している。
チェコ工科大学には現在、117か国から3500人以上の留学生が集まっている。そのうち約750人が交換留学生である。
チェコ工科大学は、ミュンヘン工科大学、アーヘン工科大学、ダブリン大学トリニティ・カレッジなど、21の大学とデュアルディプロマ協定を結んでいる。

## 学部・施設
チェコ工科大学には8つの学部がある。最も古い学部である土木工学部は1707年に設立された。一番新しい学部は、2009年に設置された情報工学部である。
チェコ工科大学には、チェコ情報学・ロボット・サイバネティクス研究所、クロクネル研究所、体育・スポーツ研究所、省エネルギー建造物センター、実験・応用物理学研究所の5つの大学機関がある。
その他の施設として、計算機・情報センター、技術・革新センター、産業遺産研究センター、放射化学・放射線化学センター、建設・投資部門、中央図書館がある。また、出版部やサービス施設がある。

## 著名な出身者
- フランチシェク・ベホウネク（英語版） - 放射線科医・探検家
- クリスチャン・ドップラー - 数学者・物理学者
- イワン・プルイ（英語版） - 物理学者。放射線医学の創始者の一人
- アントニーン・エンゲル（英語版） - 建築家
- フランツ・ヨゼフ・フォン・ガートナー（英語版） - 物理学者・工学者
- ヴァーツラフ・ハヴェル - 政治家。チェコ共和国初代大統領
- ヨセフ・フラヴカ（英語版） - 建築家
- エヴァ・ジリクナ（英語版） - 建築家
- ジョージ・クリル（英語版） - 計算機科学者
- フランティシェク・クシジク（英語版） - 発明家・電気工学者・実業家
- ウラジミール・プレローグ - 化学者。ノーベル化学賞受賞者
- エミール・ヴォトチェク（英語版） - 化学者
- エミール・ヴァイア（英語版） - 数学者
- ヨセフ・ズィーテク（英語版） - 建築家

## ギャラリー

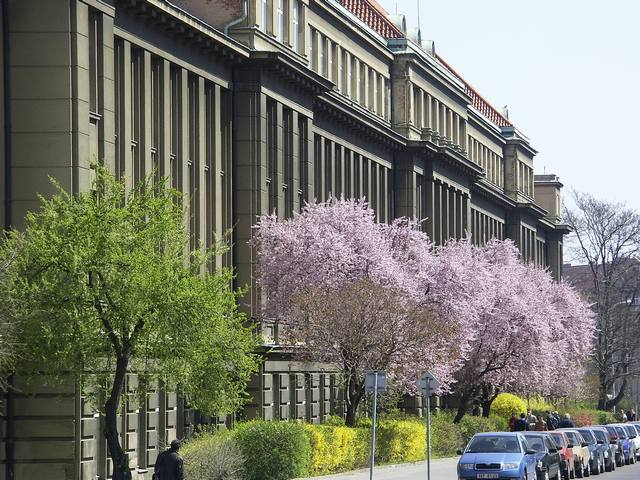
The CTU Rectorate
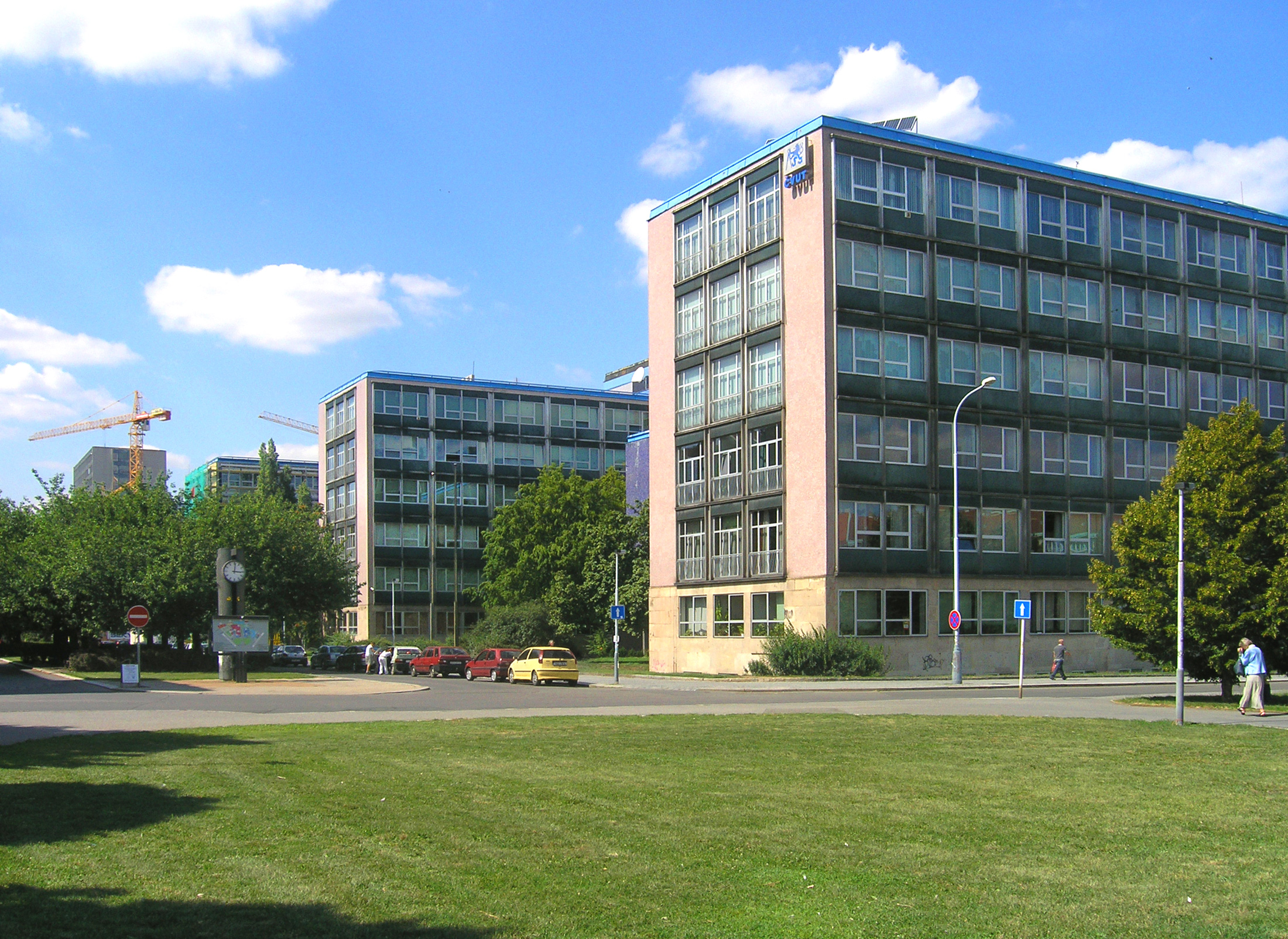
Dejvice campus
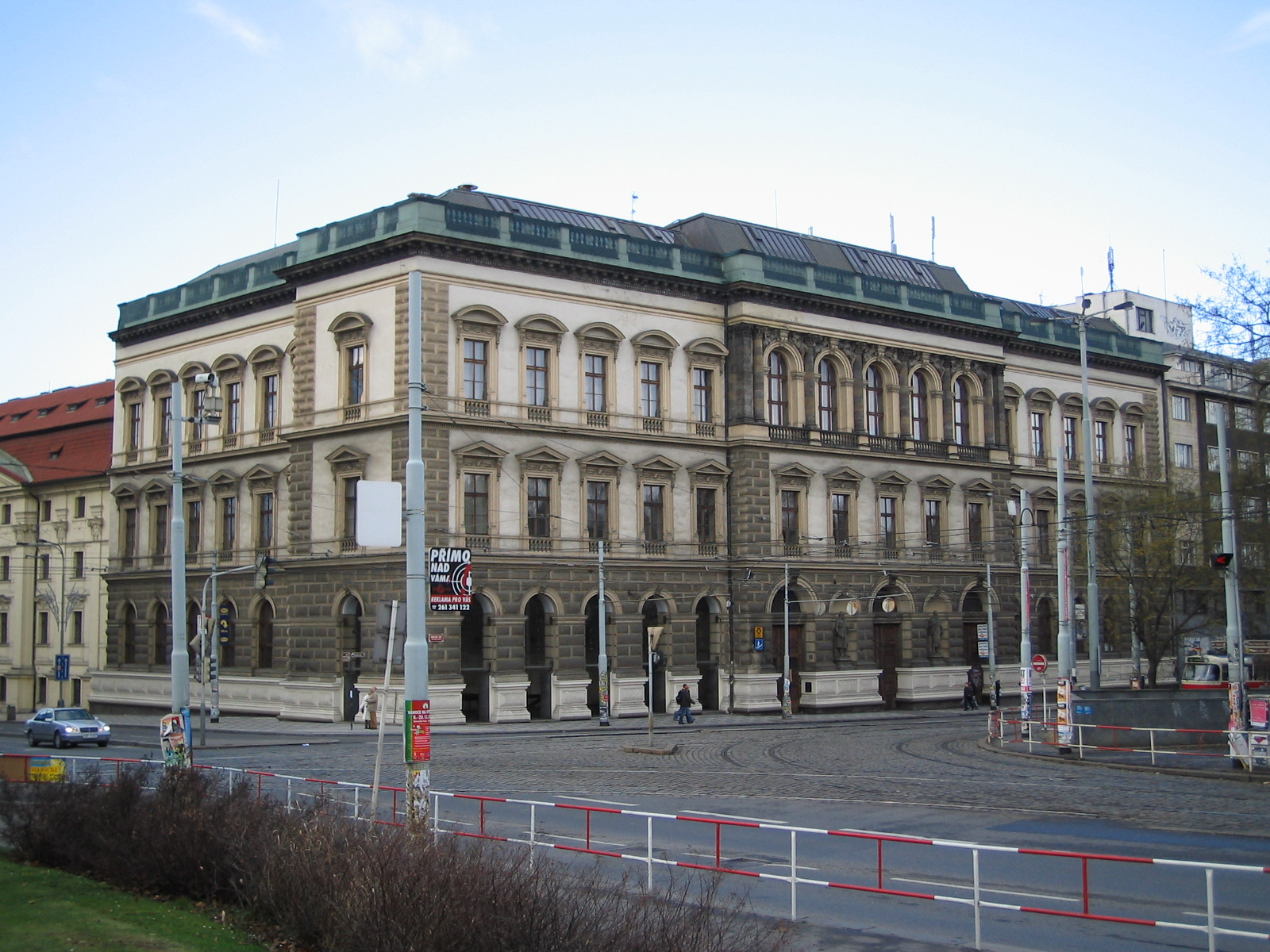
Karlovo Náměstí campus
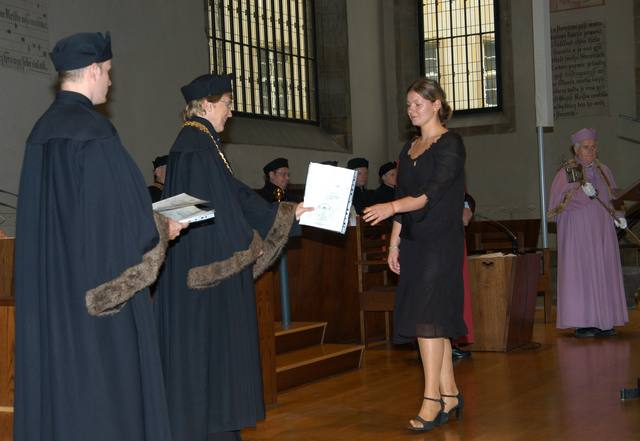
Bethlehem Chapel – The CTU's ceremonial hall
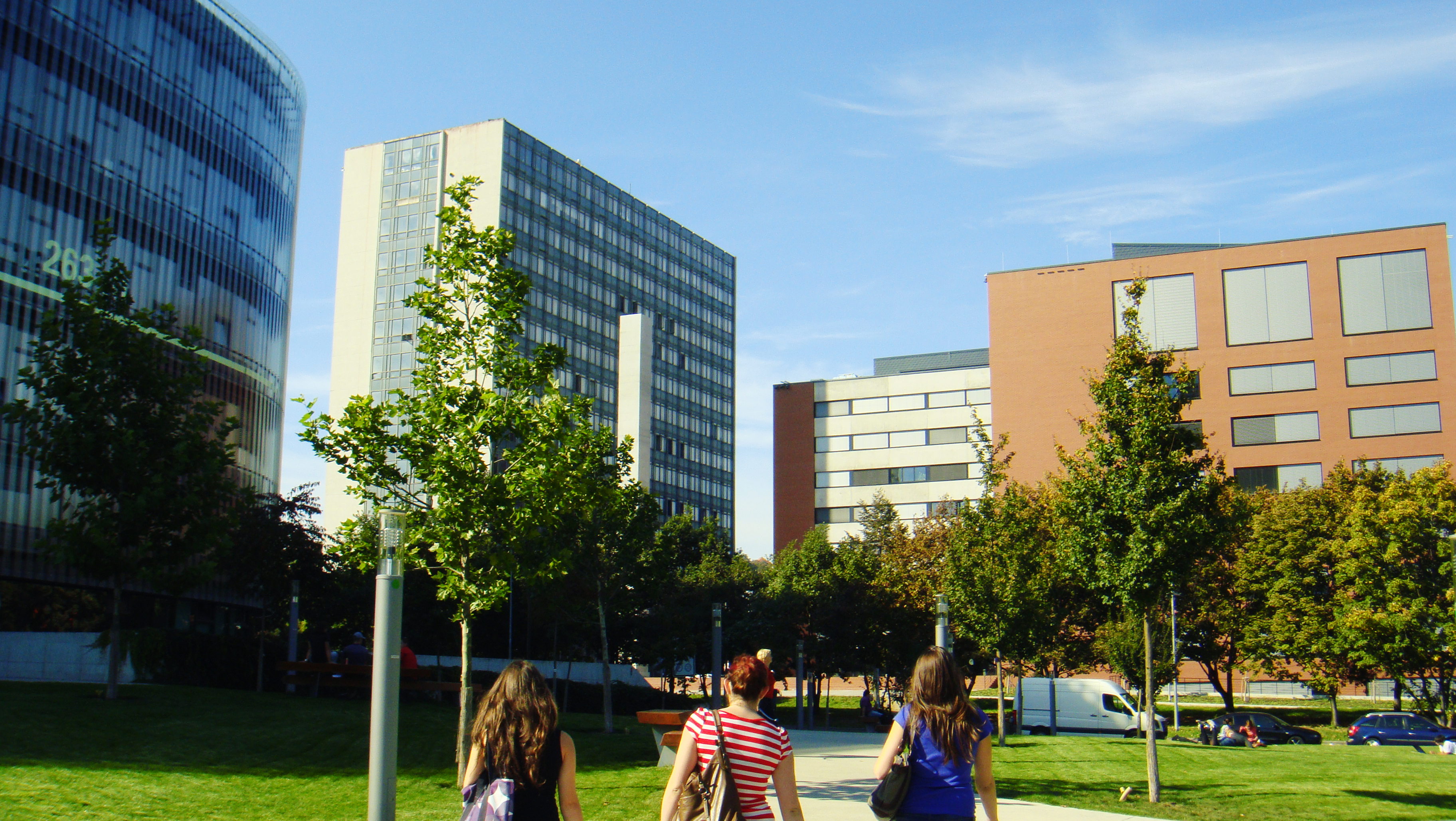
Dejvice campus - Library, FA, FIT
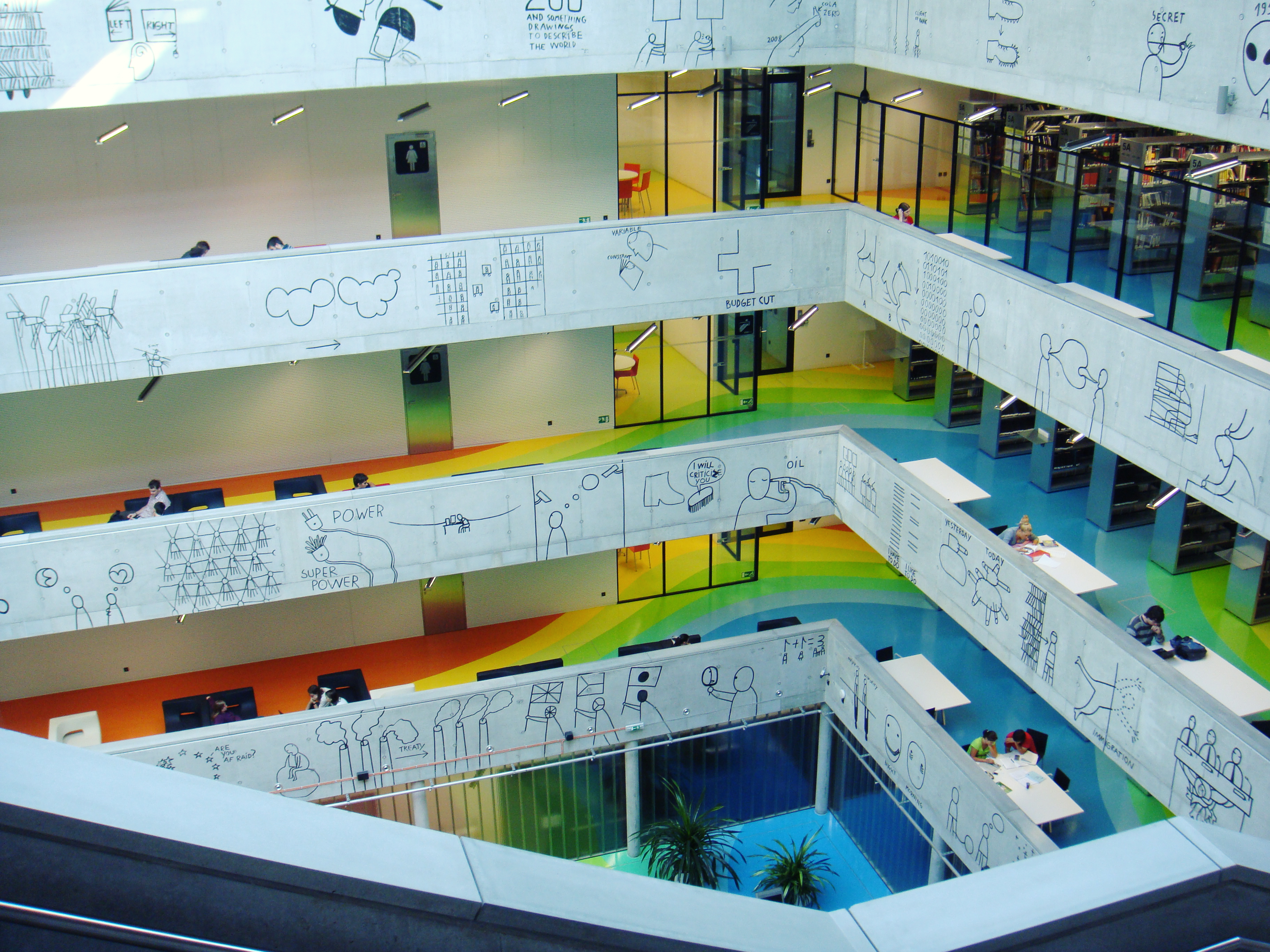
Interior of National Technical Library